# Muezza
Muezza (arabisch معزة, DMG Muʿizza) war nach der Überlieferung die Katze des islamischen Religionsstifters Mohammed. 
Über sie existieren einige Legenden: Um das in seinem Arm schlafende Tier nicht zu wecken, soll Mohammed ohne Zögern den Ärmel seines Gewandes abgeschnitten haben, als er zum Gebet gerufen wurde. Ebenso heißt es, dass alle Katzen mit vier Pfoten auf den Boden fallen, weil Mohammed den Rücken seiner Lieblingskatze nach der Rückkehr von diesem Gebet dreimal streichelte und ihr diese Gabe verlieh, oder nach einer anderen Version, weil er sie immer zärtlich streichelte. Diese Legende wird allerdings weder im Koran noch in den Hadithen erwähnt.